# Artur Brückmann
Artur Brückmann (* 8. Oktober 1928 in Singen (Hohentwiel); † 15. Mai 2009 in Davos, Schweiz) war ein deutscher Übersetzer.
Brückmanns Jugend war vom Zweiten Weltkrieg geprägt. Nach seiner Hochzeit studierte er Germanistik und Philosophie in Basel und Zürich. Nach seiner Promotion zum Dr. phil. ließ er sich mit seiner Familie in Davos nieder, wo er an dem örtlichen Gymnasium Deutsch und Philosophie unterrichtete.
Nach seinem gesundheitlich bedingten Rückzug aus dem Berufsleben beschäftigte sich Brückmann ab der Mitte der 1980er Jahre mit der Übersetzung von Plautus-Komödien aus dem Lateinischen ins Deutsche. Sechs Übersetzungen konnte er fertigstellen: Asinaria, Epidicus, Mercator, Mostellaria, Pseudolus und Truculentus.
Brückmann starb am 15. Mai 2009 nach langer Krankheit und hinterließ eine Frau und zwei Söhne.